# Topaza (chi chim)
Topaza là một chi thuộc phân họ Florisuginae, họ Chim ruồi (Trochilidae). Chi này được giới thiệu bởi nhà động vật người Anh George Robert Gray vào năm 1840, với Topaza pella là loài điển hình của chi.

## Phân loại
Chi này có 2 loài:
- Topaza pella
- Topaza pyra